# La Marca
La Società Autoservizi La Marca Trevigiana è stata un'azienda di trasporti pubblici su gomma operante nella provincia di Treviso, con sede a Treviso. Dal 1º gennaio 2014 l'azienda è integrata nell'azienda unica provinciale Mobilità di Marca.

## Storia
La società nacque nel 1983: dopo la cessazione di attività della SIAMIC (Società Italiana Autoservizi Mediterranei In Concessione presente a Treviso dal 1922), sorsero due nuove aziende di trasporto pubblico: l'ATP di Padova e La Marca.
Dal 1988 gestiva il servizio sostitutivo della linea ferroviaria Treviso-Portogruaro.
Nel 1991 acquisì la società Pedemontana, nel 1992 il ramo extraurbano della ditta Baratto, nel 1993 il ramo extraurbano dell'ATM e nel 1994 alcune linee extraurbane della società CTM.
Dal 1º maggio 1995 effettuava il servizio urbano a Montebelluna, precedentemente della società STUM (Società Trasporto Urbano Montebelluna).
Nel 2008 la provincia di Treviso, in qualità di ente finanziatore del trasporto pubblico locale di sua competenza, ha avviato il progetto di fusione delle quattro aziende operanti nel settore: La Marca, CTM, ATM e ACTT. Il 30 dicembre 2011 nasce ufficialmente l'azienda unica Mobilità di Marca.

## Competenze

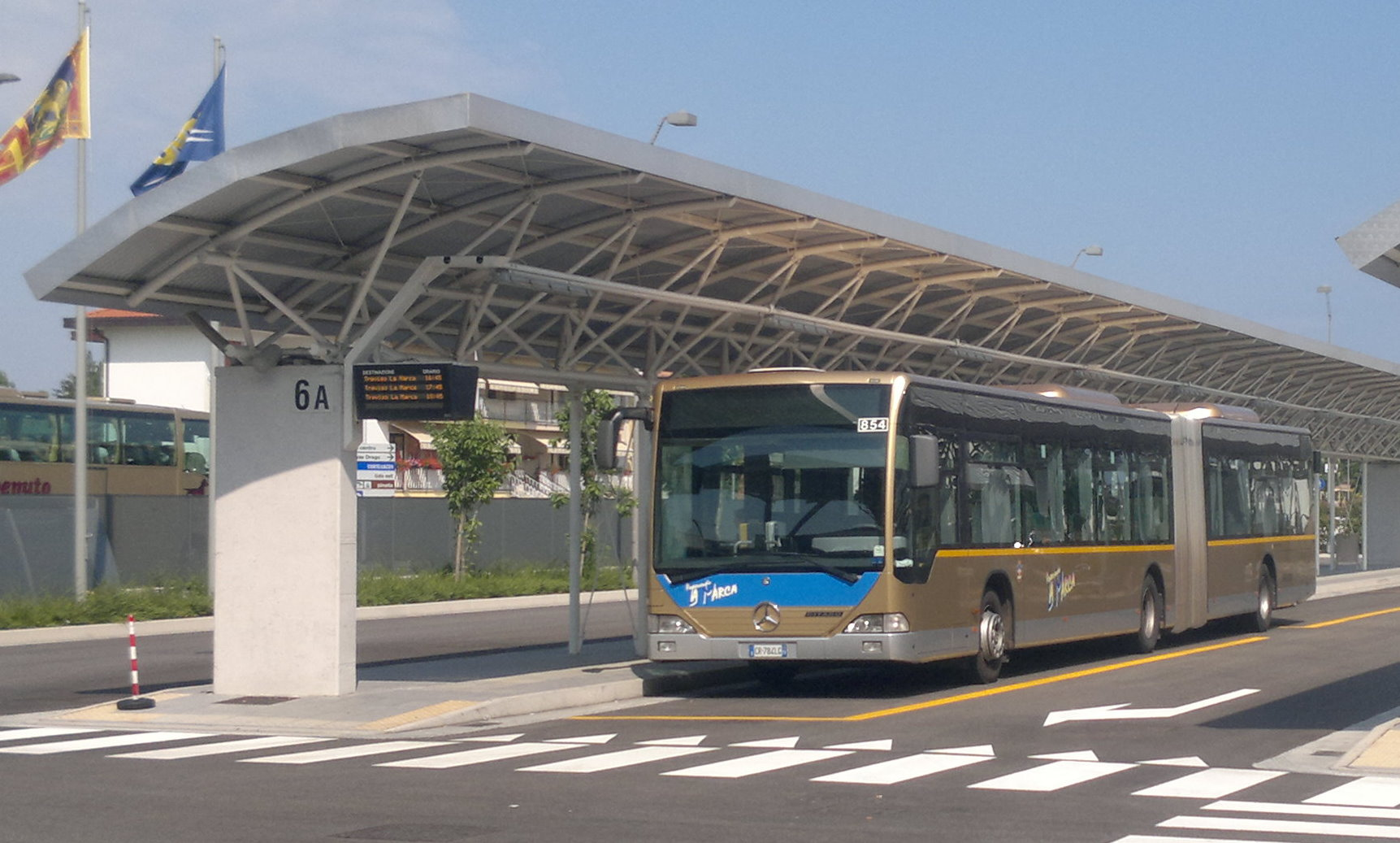
Mercedes-Benz Citaro G in allestimento extraurbano in servizio tra Treviso e Jesolo Lido

L'azienda svolgeva un servizio prevalentemente extraurbano, con collegamenti anche fuori provincia, ed il servizio urbano a Montebelluna. Effettuava anche servizio di noleggio autobus e collegamenti con le principali spiagge venete nel periodo estivo.
Gestiva in pool con Busitalia-Sita Nord l'autolinea Padova-Treviso.
In totale il servizio era composto da 51 linee (2 urbane, 4 estive e 45 extraurbane).

## La flotta
Il parco autobus era composto da circa 230 mezzi tra autobus di linea e turistici, la maggior parte Setra.